# 玻利维亚县份

玻利维亚县份区划图

县是玻利维亚的二级行政区划单位，位于省之下。每个省下分为若干个县。省长任命县长来主管县级事务。
玻利维亚全国共有112个县。所有的县份共下分为337个市镇。市镇由市长和市镇议会来管理。